# Коммунистическая улица (Екатеринбург)
Коммунисти́ческая у́лица — улица в жилом районе (микрорайоне) «Уралмаш» Орджоникидзевского административного района Екатеринбурга.

## Расположение и благоустройство
Улица проходит с юго-востока на северо-запад между улицами Восстания и Новаторов. Начинается от пересечения с улицей Индустрии и заканчивается у гаражного комплекса за улицей Молодёжи. Пересекается с улицами Ломоносова, Бакинских Комиссаров и Народного Фронта. Примыканий других улиц к Коммунистической улице не имеется.
Протяжённость улицы составляет около 2600 метров. Ширина проезжей части — около 8 м (по одной полосе в каждую сторону движения). На протяжении улицы имеется два светофора (на пересечении с улицами Ломоносова и Бакинских Комиссаров) и два нерегулируемых пешеходных перехода (у дома № 6 и у пересечения с ул. Народного Фронта). С обеих сторон улица оборудована тротуарами и уличным освещением.

## История
Возникновение Коммунистической улицы связано с развитием соцгородка «Уралмашзавода» в 1940-х годах. Улица впервые показана как застраиваемая на плане Свердловска 1947 года, где она уже имеет своё современное название. Застройка улицы представлена преимущественно многоэтажными блочными и панельными жилыми домами типовых серий, построенных в 1970-е — 1980-е годы.
С улицей связан забавный казус: в 1950-х годах на ней открылось Северное кладбище, так что улица с таким идеологически напыщенным названием стала вести прямиком к кладбищу.
До начала 1970-х годов Коммунистическая улица состояла из двух частей: 1) нечётная сторона Коммунистической улицы, которая совпадала с теперешней Коммунистической улицей и 2) чётная сторона Коммунистической улицы, которая совпадала с теперешней улицей Новаторов. Между этими двумя Коммунистическими улицами от улицы Индустрии до улицы Бакинских Комиссаров располагались сады. После сноса садов в начале 1970-х годов чётная сторона была выделена в отдельную улицу с сохранением на ней прежней нумерации. Чётная сторона Коммунистической улицы (нынешняя улица Новаторов) в месте её пересечения с улицей Народного Фронта очень близко подходила к Северному кладбищу, что породило легенду о том, что будто бы Коммунистическая улица до сих пор упирается в кладбище (это кладбище, вопреки легенде, расположено и располагалось раньше на улице Народного Фронта, а не на Коммунистической улице).

## Примечательные здания и сооружения
- № 53 — средняя общеобразовательная школа № 178
- № 81 — средняя общеобразовательная школа № 27.

## Транспорт
Автомобильное движение на всей протяжённости улицы двустороннее.

### Наземный общественный транспорт
Улица является одной из малых районных транспортных магистралей. На участке улицы между улицами Ломоносова и Народного Фронта осуществляется троллейбусное движение, ходят маршрутные такси. Ближайшие остановки общественного транспорта: к началу улицы — «Индустрии», к центральной части — «Ломоносова», к концу улицы — «Бакинских Комиссаров» и «Коммунистическая».

### Ближайшие станции метро
В 670 метрах к юго-востоку от начала улицы находится станция 1-й линии Екатеринбургского метрополитена  Проспект Космонавтов. К концу улицы станций метрополитена проводить не запланировано.